# GMFG
GMFG (англ. Glia maturation factor gamma) – білок, який кодується однойменним геном, розташованим у людей на довгому плечі 19-ї хромосоми. Довжина поліпептидного ланцюга білка становить 142 амінокислот, а молекулярна маса — 16 801.
| 10         |  | 20         |  | 30         |  | 40         |  | 50         |
| ---------- |  | ---------- |  | ---------- |  | ---------- |  | ---------- |
| MSDSLVVCEV |  | DPELTEKLRK |  | FRFRKETDNA |  | AIIMKVDKDR |  | QMVVLEEEFQ |
| NISPEELKME |  | LPERQPRFVV |  | YSYKYVHDDG |  | RVSYPLCFIF |  | SSPVGCKPEQ |
| QMMYAGSKNR |  | LVQTAELTKV |  | FEIRTTDDLT |  | EAWLQEKLSF |  | FR         |

A: Аланін

C: Цистеїн

D: Аспарагінова кислота

E: Глутамінова кислота

F: Фенілаланін

G: Гліцин

H: Гістидин

I: Ізолейцин

K: Лізин

L: Лейцин

M: Метіонін

N: Аспарагін

P: Пролін

Q: Глутамін

R: Аргінін

S: Серин

T: Треонін

V: Валін

W: Триптофан

Кодований геном білок за функцією належить до факторів росту. 
Задіяний у такому біологічному процесі, як ацетилювання. 